# Campionat del Món sub-20 d'hoquei sobre patins masculí 2007
El tercer Campionat del Món sub-20 d'hoquei patins masculí, exclusivament per a jugadors per sota els 20 anys, es disputà l'any 2007 a Santiago de Xile (Xile). Els partits del torneig es disputaren al Gimnàs Olímpic de San Miguel.
Els àrbitres que prengueren part en el campionat foren: Luis Reyes Catalán (Xile), Álvaro Meza (Xile), Manuel Ríos (Xile), Eduardo Díaz (Xile), Roberto Pablo González	(Argentina), Mario Prudencio Márquez (Argentina) Leandro Agra (Brasil), Joan Molina (Catalunya), José Manuel Silva (Portugal) i Gianni Fermii (Itàlia).

## Participants
| Grup A | Grup A       |
| ------ | ------------ |
|        | Argentina    |
|        | Austràlia    |
|        | Estats Units |
|        | Suïssa       |

| Grup B | Grup B     |
| ------ | ---------- |
|        | Angola     |
|        | Colòmbia   |
|        | Espanya    |
|        | Sud-àfrica |

| Grup C | Grup C     |
| ------ | ---------- |
|        | Anglaterra |
|        | Equador    |
|        | Portugal   |
|        | Xile       |

| Grup D | Grup D   |
| ------ | -------- |
|        | Alemanya |
|        | Brasil   |
|        | França   |
|        | Itàlia   |

## Fase Regular
Els horaris corresponen a l'hora de Xile (zona horària: UTC-3), als Països Catalans són 5 hores més.

### Llegenda
En les taules següents:
| Pts = Punts totals PJ = Partits jugats PG = Partits guanyats PE = Partits empatats PP = Partits perduts GF = Gols a favor |  | GC = Gols en contra DG = Diferència de gols (GF-GC) Ressaltat en verd = Equip classificat per a la segona fase. Ressaltat en vermell = Equip eliminat per a la segona fase. (p) = Gol de penalti (fd) = Gol de falta directa |  |  |

### Cerimònia d'inauguració
| 24 de novembre de 2007 17:30 |                         |  |                              |
|                              | Cerimònia d'inauguració |  | Gimnàs Olímpic de San Miguel |
|                              |                         |  | Gimnàs Olímpic de San Miguel |

### Grup A
| Equip        | Pts | PJ | PG | PE | PP | GF | GC | DG  |
| ------------ | --- | -- | -- | -- | -- | -- | -- | --- |
| Argentina    | 9   | 3  | 3  | 0  | 0  | 35 | 5  | +30 |
| Suïssa       | 6   | 3  | 2  | 0  | 1  | 35 | 5  | +30 |
| Estats Units | 3   | 3  | 1  | 0  | 2  | 6  | 35 | -29 |
| Austràlia    | 0   | 3  | 0  | 0  | 3  | 3  | 34 | -31 |

| 25 de novembre de 2007 10:30 |      |        |                              |
| Austràlia                    | 0-15 | Suïssa | Gimnàs Olímpic de San Miguel |
|                              |      |        | Gimnàs Olímpic de San Miguel |

| 25 de novembre de 2007 17:30 |      |              |                              |
| Argentina                    | 15-1 | Estats Units | Gimnàs Olímpic de San Miguel |
|                              |      |              | Gimnàs Olímpic de San Miguel |

| 26 de novembre de 2007 12:00 |      |        |                              |
| Estats Units                 | 1-17 | Suïssa | Gimnàs Olímpic de San Miguel |
|                              |      |        | Gimnàs Olímpic de San Miguel |

| 26 de novembre de 2007 20:30 |      |           |                              |
| Argentina                    | 15-0 | Austràlia | Gimnàs Olímpic de San Miguel |
|                              |      |           | Gimnàs Olímpic de San Miguel |

| 27 de novembre de 2007 9:00 |     |        |                              |
| Argentina                   | 5-3 | Suïssa | Gimnàs Olímpic de San Miguel |
|                             |     |        | Gimnàs Olímpic de San Miguel |

| 27 de novembre de 2007 16:30 |     |           |                              |
| Estats Units                 | 4-3 | Austràlia | Gimnàs Olímpic de San Miguel |
|                              |     |           | Gimnàs Olímpic de San Miguel |

### Grup B
| Equip      | Pts | PJ | PG | PE | PP | GF | GC | DG  |
| ---------- | --- | -- | -- | -- | -- | -- | -- | --- |
| Espanya    | 9   | 3  | 3  | 0  | 0  | 33 | 2  | +31 |
| Colòmbia   | 6   | 3  | 2  | 0  | 1  | 14 | 16 | -2  |
| Angola     | 3   | 3  | 1  | 0  | 2  | 6  | 7  | -1  |
| Sud-àfrica | 0   | 3  | 0  | 0  | 3  | 4  | 32 | -28 |

| 25 de novembre de 2007 9:00 |     |            |                              |
| Angola                      | 5-0 | Sud-àfrica | Gimnàs Olímpic de San Miguel |
|                             |     |            | Gimnàs Olímpic de San Miguel |

| 25 de novembre de 2007 12:00 |      |          |                              |
| Espanya                      | 12-1 | Colòmbia | Gimnàs Olímpic de San Miguel |
|                              |      |          | Gimnàs Olímpic de San Miguel |

| 26 de novembre de 2007 9:00 |     |        |                              |
| Colòmbia                    | 3-0 | Angola | Gimnàs Olímpic de San Miguel |
|                             |     |        | Gimnàs Olímpic de San Miguel |

| 26 de novembre de 2007 11:30 |      |            |                              |
| Espanya                      | 17-0 | Sud-àfrica | Gimnàs Olímpic de San Miguel |
|                              |      |            | Gimnàs Olímpic de San Miguel |

| 27 de novembre de 2007 10:30 |      |            |                              |
| Colòmbia                     | 10-4 | Sud-àfrica | Gimnàs Olímpic de San Miguel |
|                              |      |            | Gimnàs Olímpic de San Miguel |

| 27 de novembre de 2007 15:00 |     |        |                              |
| Espanya                      | 4-1 | Angola | Gimnàs Olímpic de San Miguel |
|                              |     |        | Gimnàs Olímpic de San Miguel |

### Grup C
| Equip      | Pts | PJ | PG | PE | PP | GF | GC | DG  |
| ---------- | --- | -- | -- | -- | -- | -- | -- | --- |
| Xile       | 9   | 3  | 3  | 0  | 0  | 23 | 2  | +21 |
| Portugal   | 6   | 3  | 2  | 0  | 1  | 60 | 4  | +56 |
| Anglaterra | 3   | 3  | 1  | 0  | 2  | 25 | 20 | +5  |
| Equador    | 0   | 3  | 0  | 0  | 3  | 1  | 83 | -82 |

| 24 de novembre de 2007 19:00 |     |            |                              |
| Xile                         | 8-0 | Anglaterra | Gimnàs Olímpic de San Miguel |
|                              |     |            | Gimnàs Olímpic de San Miguel |

| 24 de novembre de 2007 20:30 |      |         |                              |
| Portugal                     | 47-0 | Equador | Gimnàs Olímpic de San Miguel |
|                              |      |         | Gimnàs Olímpic de San Miguel |

| 25 de novembre de 2007 19:00 |      |         |                              |
| Xile                         | 11-1 | Equador | Gimnàs Olímpic de San Miguel |
|                              |      |         | Gimnàs Olímpic de San Miguel |

| 26 de novembre de 2007 16:00 |      |          |                              |
| Anglaterra                   | 0-12 | Portugal | Gimnàs Olímpic de San Miguel |
|                              |      |          | Gimnàs Olímpic de San Miguel |

| 27 de novembre de 2007 19:30 |      |         |                              |
| Anglaterra                   | 25-0 | Equador | Gimnàs Olímpic de San Miguel |
|                              |      |         | Gimnàs Olímpic de San Miguel |

| 27 de novembre de 2007 21:00 |     |          |                              |
| Xile                         | 4-1 | Portugal | Gimnàs Olímpic de San Miguel |
|                              |     |          | Gimnàs Olímpic de San Miguel |

### Grup D
| Equip    | Pts | PJ | PG | PE | PP | GF | GC | DG |
| -------- | --- | -- | -- | -- | -- | -- | -- | -- |
| França   | 9   | 3  | 3  | 0  | 0  | 8  | 2  | +6 |
| Itàlia   | 6   | 3  | 2  | 0  | 1  | 6  | 4  | +2 |
| Alemanya | 3   | 3  | 1  | 0  | 2  | 4  | 6  | -2 |
| Brasil   | 0   | 3  | 0  | 0  | 3  | 4  | 10 | -6 |

| 25 de novembre de 2007 16:00 |     |        |                              |
| França                       | 3-2 | Brasil | Gimnàs Olímpic de San Miguel |
|                              |     |        | Gimnàs Olímpic de San Miguel |

| 25 de novembre de 2007 20:30 |     |          |                              |
| Itàlia                       | 2-1 | Alemanya | Gimnàs Olímpic de San Miguel |
|                              |     |          | Gimnàs Olímpic de San Miguel |

| 26 de novembre de 2007 17:30 |     |        |                              |
| Brasil                       | 2-4 | Itàlia | Gimnàs Olímpic de San Miguel |
|                              |     |        | Gimnàs Olímpic de San Miguel |

| 26 de novembre de 2007 19:00 |     |          |                              |
| França                       | 4-0 | Alemanya | Gimnàs Olímpic de San Miguel |
|                              |     |          | Gimnàs Olímpic de San Miguel |

| 27 de novembre de 2007 12:00 |     |        |                              |
| França                       | 3-0 | Itàlia | Gimnàs Olímpic de San Miguel |
|                              |     |        | Gimnàs Olímpic de San Miguel |

| 27 de novembre de 2007 18:00 |     |          |                              |
| Brasil                       | 0-3 | Alemanya | Gimnàs Olímpic de San Miguel |
|                              |     |          | Gimnàs Olímpic de San Miguel |

## Fase Final
|  | Quarts de final                                                | Quarts de final                                                |                                                                |           | Semifinals  | Semifinals  |  |  | Final                                                         | Final |
|  |                                                                |                                                                |                                                                |           |             |             |  |  |                                                               |       |
|  | 29 de novembre - Santiago de Xile Gimnàs Olímpic de San Miguel |                                                                |                                                                |           |             |             |  |  |                                                               |       |
|  |                                                                |                                                                |                                                                |           |             |             |  |  |                                                               |       |
|  | Espanya                                                        | 4                                                              |                                                                |           |             |             |  |  |                                                               |       |
|  | Espanya                                                        | 4                                                              | 30 de novembre - Santiago de Xile Gimnàs Olímpic de San Miguel |           |             |             |  |  |                                                               |       |
|  | Suïssa                                                         | 0                                                              |                                                                |           |             |             |  |  |                                                               |       |
|  | Suïssa                                                         | 0                                                              | Espanya                                                        | 7         |             |             |  |  |                                                               |       |
|  | 29 de novembre - Santiago de Xile Gimnàs Olímpic de San Miguel |                                                                | Espanya                                                        | 7         |             |             |  |  |                                                               |       |
|  |                                                                | Xile                                                           | 1                                                              |           |             |             |  |  |                                                               |       |
|  | Xile                                                           | Xile                                                           | 1                                                              | 3         |             |             |  |  |                                                               |       |
|  | Xile                                                           |                                                                | 1 de desembre - Santiago de Xile Gimnàs Olímpic de San Miguel  | 3         |             |             |  |  |                                                               |       |
|  | Itàlia                                                         | 1                                                              |                                                                |           |             |             |  |  |                                                               |       |
|  | Itàlia                                                         | 1                                                              | Espanya                                                        | 2         |             |             |  |  |                                                               |       |
|  | 29 de novembre - Santiago de Xile Gimnàs Olímpic de San Miguel |                                                                | Espanya                                                        | 2         |             |             |  |  |                                                               |       |
|  |                                                                | Portugal                                                       | 1                                                              |           |             |             |  |  |                                                               |       |
|  | Argentina                                                      | Portugal                                                       | 1                                                              | 5         |             |             |  |  |                                                               |       |
|  | Argentina                                                      | 30 de novembre - Santiago de Xile Gimnàs Olímpic de San Miguel |                                                                | 5         |             |             |  |  |                                                               |       |
|  | Colòmbia                                                       | 0                                                              |                                                                |           |             |             |  |  |                                                               |       |
|  | Colòmbia                                                       | 0                                                              | Argentina                                                      | 1         | Tercer lloc | Tercer lloc |  |  |                                                               |       |
|  | 29 de novembre - Santiago de Xile Gimnàs Olímpic de San Miguel |                                                                | Argentina                                                      | 1         | Tercer lloc | Tercer lloc |  |  |                                                               |       |
|  |                                                                | Portugal                                                       | 2                                                              |           |             |             |  |  |                                                               |       |
|  | França                                                         | Portugal                                                       | 2                                                              | 0         | Xile        | 3           |  |  |                                                               |       |
|  | França                                                         |                                                                |                                                                | 0         | Xile        | 3           |  |  |                                                               |       |
|  | Portugal                                                       | 5                                                              |                                                                | Argentina | 4           |             |  |  |                                                               |       |
|  | Portugal                                                       | 5                                                              |                                                                |           | 4           |             |  |  |                                                               |       |
|  |                                                                |                                                                |                                                                |           |             |             |  |  | 1 de desembre - Santiago de Xile Gimnàs Olímpic de San Miguel |       |
|  |                                                                |                                                                |                                                                |           |             |             |  |  |                                                               |       |

### Del novè al setzè lloc
| 29 de novembre de 2007 9:00 |     |            |                              |
| Estats Units                | 7-5 | Sud-àfrica | Gimnàs Olímpic de San Miguel |
|                             |     |            | Gimnàs Olímpic de San Miguel |

| 29 de novembre de 2007 10:30 |     |           |                              |
| Angola                       | 3-2 | Austràlia | Gimnàs Olímpic de San Miguel |
|                              |     |           | Gimnàs Olímpic de San Miguel |

| 29 de novembre de 2007 12:00 |     |        |                              |
| Anglaterra                   | 3-6 | Brasil | Gimnàs Olímpic de San Miguel |
|                              |     |        | Gimnàs Olímpic de San Miguel |

| 29 de novembre de 2007 13:30 |      |         |                              |
| Alemanya                     | 27-0 | Equador | Gimnàs Olímpic de San Miguel |
|                              |      |         | Gimnàs Olímpic de San Miguel |

### Quarts de final
| 29 de novembre de 2007 17:30 |     |          |                              |
| Argentina                    | 5-0 | Colòmbia | Gimnàs Olímpic de San Miguel |
|                              |     |          | Gimnàs Olímpic de San Miguel |

| 29 de novembre de 2007 19:00 |     |        |                              |
| Espanya                      | 4-0 | Suïssa | Gimnàs Olímpic de San Miguel |
|                              |     |        | Gimnàs Olímpic de San Miguel |

| 29 de novembre de 2007 20:30 |     |        |                              |
| Xile                         | 3-1 | Itàlia | Gimnàs Olímpic de San Miguel |
|                              |     |        | Gimnàs Olímpic de San Miguel |

| 29 de novembre de 2007 22:00 |     |          |                              |
| França                       | 0-5 | Portugal | Gimnàs Olímpic de San Miguel |
|                              |     |          | Gimnàs Olímpic de San Miguel |

### Del tretzè al setzè lloc
| 30 de novembre de 2007 9:00 |      |         |                              |
| Sud-àfrica                  | 13-2 | Equador | Gimnàs Olímpic de San Miguel |
|                             |      |         | Gimnàs Olímpic de San Miguel |

| 30 de novembre de 2007 10:30 |      |            |                              |
| Austràlia                    | 2-13 | Anglaterra | Gimnàs Olímpic de San Miguel |
|                              |      |            | Gimnàs Olímpic de San Miguel |

### Del novè al dotzè lloc
| 30 de novembre de 2007 12:00 |      |          |                              |
| Estats Units                 | 3-14 | Alemanya | Gimnàs Olímpic de San Miguel |
|                              |      |          | Gimnàs Olímpic de San Miguel |

| 30 de novembre de 2007 13:30 |     |        |                              |
| Angola                       | 0-3 | Brasil | Gimnàs Olímpic de San Miguel |
|                              |     |        | Gimnàs Olímpic de San Miguel |

### Del cinquè al vuitè lloc
| 30 de novembre de 2007 17:30 |      |        |                              |
| Colòmbia                     | 0-10 | França | Gimnàs Olímpic de San Miguel |
|                              |      |        | Gimnàs Olímpic de San Miguel |

| 30 de novembre de 2007 19:00 |     |        |                              |
| Suïssa                       | 1-2 | Itàlia | Gimnàs Olímpic de San Miguel |
|                              |     |        | Gimnàs Olímpic de San Miguel |

### Semifinals
| 30 de novembre de 2007 20:30 |     |      |                              |
| Espanya                      | 7-1 | Xile | Gimnàs Olímpic de San Miguel |
|                              |     |      | Gimnàs Olímpic de San Miguel |

| 30 de novembre de 2007 22:00 |     |          |                              |
| Argentina                    | 1-2 | Portugal | Gimnàs Olímpic de San Miguel |
|                              |     |          | Gimnàs Olímpic de San Miguel |

### Quinzè i setzè lloc
| 1 de desembre de 2007 9:00 |      |         |                              |
| Austràlia                  | 17-0 | Equador | Gimnàs Olímpic de San Miguel |
|                            |      |         | Gimnàs Olímpic de San Miguel |

### Tretzè i catorzè lloc
| 1 de desembre de 2007 10:30 |     |            |                              |
| Sud-àfrica                  | 3-4 | Anglaterra | Gimnàs Olímpic de San Miguel |
|                             |     |            | Gimnàs Olímpic de San Miguel |

### Onzè i dotzè lloc
| 1 de desembre de 2007 12:00 |     |        |                              |
| Estats Units                | 0-7 | Angola | Gimnàs Olímpic de San Miguel |
|                             |     |        | Gimnàs Olímpic de San Miguel |

### Novè i desè lloc
| 1 de desembre de 2007 13:30 |     |        |                              |
| Alemanya                    | 4-5 | Brasil | Gimnàs Olímpic de San Miguel |
|                             |     |        | Gimnàs Olímpic de San Miguel |

### Setè i vuitè lloc
| 1 de desembre de 2007 17:30 |     |        |                              |
| Colòmbia                    | 1-3 | Suïssa | Gimnàs Olímpic de San Miguel |
|                             |     |        | Gimnàs Olímpic de San Miguel |

### Cinquè i sisè lloc
| 1 de desembre de 2007 19:00 |     |        |                              |
| França                      | 1-2 | Itàlia | Gimnàs Olímpic de San Miguel |
|                             |     |        | Gimnàs Olímpic de San Miguel |

### Tercer i quart lloc
| 1 de desembre de 2007 20:30 |     |           |                              |
| Xile                        | 3-4 | Argentina | Gimnàs Olímpic de San Miguel |
|                             |     |           | Gimnàs Olímpic de San Miguel |

### Final
| 1 de desembre de 2007 22:00 |     |          |                              |
| Espanya                     | 2-1 | Portugal | Gimnàs Olímpic de San Miguel |
|                             |     |          | Gimnàs Olímpic de San Miguel |

| Espanya        |
| Campió ESPANYA |

## Classificació final
| Equip | Equip        | Pts | PJ | PG | PE | PP | GF | GC  | DG   | Rend  |
| ----- | ------------ | --- | -- | -- | -- | -- | -- | --- | ---- | ----- |
| 1r    | Espanya      | 12  | 6  | 6  | 0  | 0  | 46 | 4   | +42  | 100%  |
| 2n    | Portugal     | 8   | 6  | 4  | 0  | 2  | 68 | 7   | +61  | 66,6% |
| 3r    | Argentina    | 10  | 6  | 5  | 0  | 1  | 45 | 10  | +35  | 83,3% |
| 4t    | Xile         | 8   | 6  | 4  | 0  | 2  | 30 | 14  | +16  | 66,6% |
| 5è    | Itàlia       | 8   | 6  | 4  | 0  | 2  | 11 | 9   | +2   | 66,6% |
| 6è    | França       | 8   | 6  | 4  | 0  | 2  | 19 | 9   | +10  | 66,6% |
| 7è    | Suïssa       | 6   | 6  | 3  | 0  | 3  | 39 | 12  | +27  | 50%   |
| 8è    | Colòmbia     | 4   | 6  | 2  | 0  | 2  | 15 | 34  | -19  | 33,3% |
| 9è    | Brasil       | 6   | 6  | 3  | 0  | 3  | 18 | 17  | +1   | 50%   |
| 10è   | Alemanya     | 6   | 6  | 3  | 0  | 3  | 49 | 14  | +35  | 50%   |
| 11è   | Angola       | 6   | 6  | 3  | 0  | 3  | 16 | 12  | +4   | 50%   |
| 12è   | Estats Units | 4   | 6  | 2  | 0  | 4  | 16 | 61  | -45  | 33,3% |
| 13è   | Anglaterra   | 6   | 6  | 3  | 0  | 3  | 45 | 31  | +14  | 50%   |
| 14è   | Sud-àfrica   | 2   | 6  | 1  | 0  | 5  | 25 | 45  | -20  | 16,6% |
| 15è   | Austràlia    | 2   | 6  | 1  | 0  | 5  | 24 | 50  | -26  | 16,6% |
| 16è   | Equador      | 0   | 6  | 0  | 0  | 6  | 3  | 140 | -137 | 0%    |

## Màxims golejadors
Article principal: Llista completa de golejadors
| Jugador           | Selecció     | Gols |
| ----------------- | ------------ | ---- |
| Diogo Rafael      | Portugal     | 16   |
| Nuno Araujo       | Portugal     | 13   |
| Jack Bishop       | Anglaterra   | 12   |
| Daniel Coelho     | Portugal     | 12   |
| Nicolás Fernández | Xile         | 12   |
| Joshua Imhof      | Suïssa       | 11   |
| Dylan Sordahl     | Estats Units | 11   |
| Kluge Phillip     | Alemanya     | 10   |
| Joshua Bishop     | Anglaterra   | 10   |
| Sebastian Wozny   | Alemanya     | 10   |

## Premis
- Màxim golejador:  Diogo Rafael
- Millor jugador:  Nicolás Fernández
- Millor porter:  Xavier Melian